# Wstrząsy 4: Początek legendy
Wstrząsy 4: Początek legendy (ang. Tremors 4: The Legend Begins) – amerykański film z gatunku: western, horror, czarna komedia, fantastyka naukowa wyreżyserowany w 2004 roku przez S.S. Wilson, film jest prequelem poprzednich trzech filmów.

## Fabuła
Akcja filmu przenosi nas do 1889 r., kiedy to krwiożercze robale pojawiły się po raz pierwszy. W kopalni niedaleko miasteczka Rejection w Nevadzie dochodzi do tajemniczych zabójstw, właściciel kopalni pradziadek Burta Gummera – Hiram Gummer, zatrudnia najemnika, by ten odnalazł i uśmiercił tajemniczego napastnika. Okazuje się, że za ataki odpowiedzialne są żyjące pod ziemią dziwne stwory atakujące wszystko co się rusza. Ostatecznie walka z ogromnymi robalami przenosi się na ulice miasteczka.

## Obsada
- J.E. Freeman – Stary Fred
- August Schellenberg – Tecopa
- Brent Roam – Juan Pedilla
- Billy Drago – Black Hand Kelly
- Sara Botsford – Christine Lord
- Michael Gross – Hiram Gummer
- Lydia Look – Lu Wan Chang
- Sam Ly – Fu Yien Chang
- Neil Kopit – Victor
- Andrew Van Hise – Luke
- Don Ruffin – Soggy
- Sean Moran – Urzędnik Western Union
- Lo Ming – Pyong Chang
- Piotr Turski – Graboid nr 1